# Asjad Iqbal
Asjad Iqbal (Sargodha, 15 de noviembre de 1991) es un jugador de snooker pakistáni.

## Biografía
Nació en la ciudad pakistaní de Sargodha en 1991. Es jugador profesional de snooker desde 2022. No se ha proclamado campeón de ningún torneo de ranking, y su mayor logro hasta la fecha fue alcanzar los dieciseisavos de final del Snooker Shoot Out de 2023, en los que cayó derrotado ante Dominic Dale. Tampoco ha logrado hilar ninguna tacada máxima.